# Tomás Herrera
Tomás Herrera Martínez (Santiago di Cuba, 31 dicembre 1950 – L'Avana, 18 ottobre 2020) è stato un cestista cubano.

## Carriera
Con Cuba ha disputato tre edizioni dei Giochi olimpici (Monaco 1972, Montréal 1976, Mosca 1980) e due dei Campionati mondiali (1970, 1974).